# Грассау (Баварія)
Грассау (нім. Grassau) — громада в Німеччині, розташована в землі Баварія. Підпорядковується адміністративному округу Верхня Баварія. Входить до складу району Траунштайн.
Площа — 35,76 км2. Населення становить 6963 ос. (станом на 31 грудня 2020).

## Географії

### Адміністративний поділ
Громада  складається з 23 районів:
- Грассау
- Мітенкам
- Роттау
- Айх
- Ау
- Брандштетт
- Айнеде
- Фарнпойнт
- Графінг
- Гуксгаузен
- Гіндлінг
- Клаус
- Кухельн
- Маутойсль
- Нахмюль
- Нусбаум
- Обермосбах
- Райфінг
- Райт
- Штретрумпф
- Унтермосбах
- Фігаузен
- Вайгер